# Adamowce
Adamowce (biał. Адамаўцы; ros. Адамовцы) – wieś na Białorusi, w obwodzie witebskim, w rejonie głębockim, w sielsowiecie Udział.

## Historia
W czasach zaborów wieś w gminie Wierzchnie, w powiecie dzisieńskim, w guberni wileńskiej Imperium Rosyjskiego. Pod koniec XIX wieku należała do dóbr Bohdanowo, własność Śnitków.
W latach 1921–1945 wieś leżała w Polsce, w województwie wileńskim, w powiecie dziśnieńskim, w gminie Wierzchnie, od 1929 roku w gminie Kozłowszczyzna.
Według Powszechnego Spisu Ludności z 1921 roku zamieszkiwało tu 100 osób, 88 było wyznania rzymskokatolickiego, 12 prawosławnego. Jednocześnie 49 mieszkańców zadeklarowało polską a 51 białoruską przynależność narodową. Było tu 21 budynków mieszkalnych. W 1931 w 23 domach zamieszkiwały 92 osoby.
Wierni należeli do parafii rzymskokatolickiej w Udziale i prawosławnej w miejscowości Wierzchnie. Miejscowość podlegała pod Sąd Grodzki w Duniłowiczach i Okręgowy w Wilnie; właściwy urząd pocztowy mieścił się w Nowodrucku.
W 1938 roku miejscowość należała do gromady Zapaśniki gminy Kozłowszczyzna.
W wyniku napaści ZSRR na Polskę we wrześniu 1939 miejscowość znalazła się pod okupacją sowiecką. 2 listopada została włączona do Białoruskiej SRR. Od czerwca 1941 roku pod okupacją niemiecką. W 1944 miejscowość została ponownie zajęta przez wojska sowieckie i włączona do Białoruskiej SRR.
Od 1991 w składzie niepodległej Białorusi.